# Francesco Mastriani
Francesco Mastriani, né le 23 novembre 1819 à Naples où il est mort le 7 janvier 1891, est un journaliste, dramaturge et écrivain italien.

## Œuvres

### Romans
- 1847 : Sotto altro cielo, Naples, Salvati.
- 1847 : Lazzaro. Racconto, Naples, P. Androsio.
- 1851-1852 : Il mio cadavere.
- 1852 : La cieca di Sorrento, Romanzo originale italiano. Genova, Dario Gius. Rossi.
- 1853 : Federico Lennois (continuation de Il mio cadavere). Romanzo. Naples, Tramater. 2 vol.
- 1853 : Il conte di Castelmoresco, Naples, T. Guerrero. 3 vol.
- 1853 : Il mio cadavere, Genova, Rossi.
- 1854 : La Comare di Borgo Loreto, Naples, Rondinella, 1865.
- 1854 : Acaja, Naples, Salvati. (interrotto per motivi di salute e ripreso nel 1855 a puntate).
- 1856-57 : Matteo l'idiota, Naples, T. Guerrero. 4 vol.
- 1857 : Un destino color di rosa, Naples, Rondinella.
- 1858 : Una figlia nervosa, roman humoristique, Naples, Rondinella, 1876.
- 1859 : Angiolina, Naples.
- 1859 : Arlecchino, Naples. (Réédité sous le titre Il muratore della Sanità)
- 1860 : Acaja. Romanzo, Naples, Luigi Gargiulo.
- 1861 : La poltrona del diavolo, Naples, Rondinella. 3 vol.
- 1861 : Quattro figlie da maritare, Romanzo comico. Naples, Rondinella.
- 1862 : Il materialista, ovvero I misteri della scienza, Romanzo, Naples, G. Rondinella, 3 vol.
- post 1862 : Le anime salvate, Naples, G. Salvati.
- 1863-64 : I vermi. Studi storici sulle classe pericolose in Napoli, Naples, Luigi Gargiulo. 10 vol.
- 1865 : Una figlia nervosa, Naples.
- 1865 : I Lazzari, Naples.
- 1865 : La comare di Borgo Loreto, 2e éd. Naples, G. Rondinella, 3 vol. Rist: 1894 : La comare di borgo Loreto, Naples, Stab. tip. Gennaro Salvati, 3 vol. (coll. "Romanzi").
- 1865 : Un destino color di rosa, Romanzo umoristico. Naples, Salvati.
- 1866 : Le anime gemelle, Naples, Rondinella.
- 1866 : I figli del lusso, Naples, Gargiulo. 4 vol.
- post 1866 : La figlia del croato, Naples, G. Salvati.
- 1866 : Quattro figlie da maritare, Romanzo umoristico. Naples, Rondinella, 1876.
- 1868 : La brutta, Naples, Pisanzio.
- 1868 : Le ombre. Lavoro e miseria, Romanzo storico-sociale. Naples, Luigi Gargiulo.
- 1868 : I vampiri, Naples.
- 1868-69 : Un martire, Naples, Luigi Gargiulo. 5 vol.
- 1869-70 : I misteri di Naples, Studi storico-sociali. Naples, G. Nobile. 2 vol.
- 1870 : Lo zingaro, Romanzo storico. Naples, Luigi Gargiulo. 2 vol.
- 1870 : Luigia Sanfelice, Romanzo storico. Naples, Stab. tip. della Sirena, 3 vol.
- post 1870 : Il brindisi di sangue, Naples, G. Salvati.
- 1872 : L'ossesso, Cronica napolitana del secolo XVII. Naples, Gargiulo. Rist.: L'ossesso, Cronaca del secolo XVII... 2. ed. Naples, G. Regina, 1879. 2 vol.
- 1872 : La contessa di Montès, (continuazione della Cieca di Sorrento).
- 1872 : Il muratore della Sanità, (Précédemment édité sous le titre Arlecchino)
- 1873 : Una martire, Naples.
- 1873 : I Lazzari, Romanzo storico. 2. ed. illustrata. Naples, G. De Angelis, 490 pp., ill.
- 1873 : Kari - Tisme memorie di una schiava.
- 1873 : La pazza di Piedigrotta, Romanzo.
- (1874?). Giambattista Pergolesi, Naples, G. Salvati.
- 1875 : Erodiane, Vallo Lucano, T. N. Ferolla, 4 vol.
- 1875 : Eufemia, ovvero Il segreto di due amanti, Naples, Gius. Rondinella, 128 pp.
- 1876 : Due feste al mercato, Naples, Gabriele Regina. 5 vol.
- 1876 : Un muscolo cavo, Studi fisiologici su l'odierna società. Naples, Tip. Luigi Gargiulo, 2 vol.
- post 1876 : Una chioma di sangue, Naples, G. Salvati.
- 1877 : Selma, o La stella di Federigo II di Svevia, Romanzo storico. Naples, Gabriele Regina, 2 vol.
- 1878 : Fatum o i drammi di Naples, Naples, Gabriele Regina.
- 1878 : Il dottor Nereo, o la catalettica, Naples, Gabriele Regina, 2 vol.
- 1878 : Homuncolo, o I gesuiti e il testamento, Romanzo storico. Naples, G. Regina, 2 vol.
- 1879 : Il duca di Calabria, Naples, Gabriele Regina. 5 vol.
- 1879 : L'amore, Naples, Gabriele Regina.
- 1879 : Le due sorelle, Naples, G. Regina, 2 vol.
- 1879 : La polizia del cuore, Romanzo storico contemporaneo. Naples, Gabriele Regina, 4 vol.
- 1879 : La maschera di cera, Romanzo storico contemporaneo. Naples, Gabriele Regina, 4 vol.
- 1879 : Le memorie d'una monaca, Naples, Tip. Gargiulo, 3 vol.
- 1879 : Emma o Le ricchezze, Cronaca napoletana del principio di questo secolo. Naples, G. Regina, 6 vol.
- 1880 : La signora della morte, Naples, Gabriele Regina. 3 vol.
- 1880 : L'automa e l'eredità del delitto, Naples, G. Regina, 4 vol.
- 1880 : Il bettoliere di Borgoloreto, Naples, G. Salvati, 154 pp., 1 tav.
- 1880 : Le caverne delle Fontanelle, Cronaca napolitana del principio di questo secolo. 2. ed. Naples, G. Regina, 2 vol.
- 1880 : Cronaca napolitana dello scorso secolo, Naples, G. Regina, 112 pp.
- 1880 : La spia, Naples, G. Salvati, 282 pp.
- 1881 : Il fantasma, Naples, G. Salvati, 278 pp.
- 1882 : Il barcaiuolo di Amalfi, Naples.
- 1882 : Il largo delle baracche, Naples, G. Salvati, 190 pp.
- 1883 : L'ebreo di porta Nolana, Naples, Stamp. Salvati, 387 pp.
- 1883 : La sonnambula di Montecorvino, Naples, Stamp. Governativa, 264 pp.
- 1884 : L'orfana del colera, s.l., s.n., [...].
- 1887 : Il dramma della montagna, Naples, G. Salvati, 214 pp.
- 1887 : Il parricida, ovvero il capraio di Ottocalli, In appendice al "Roma" in 6 puntate. s.l., s.n., [...]
- 1887 : La pazza di Piedigrotta, Volume comico. Ed. riveduta e corretta dall'autore. Naples, G. Salvati, 170 pp.
- 1887 : Il signor Bruno, Naples, Gennaro Salvati, 121 pp.
- 1887 : Giovanni Blondini, Memorie d'un artista. Naples, Stamp. Governativa, 158 pp.
- 1888 : Tobia il gobbetto, [Continuazione di Fior d'Arancio la cantatrice di Mergellina]. In appendice al "Roma", in 68 puntate. s.l., s.n., [...].
- 1889 : La sepolta viva, Rome, Edoardo Pedrino.
- 1890 : I delitti dell'eredità, In appendice al "Roma" - in 53 puntate. s.l., s.n., [...].
- post 1890 : I figli del lusso. Romanzo, Naples, G. Salvati.
- 2011 : Il mio cadavere, Version réécrite en langue mise à jour par Divier Nelli. Trento, Rusconi Libri, collana Gialli Rusconi,  (ISBN 978-8-81802-746-4).

### Romans posthumes
- 1892 : Delitto impunito, Preceduto dalle memorie dell'autore, per Filippo Mastriani. Naples, L. D'Angelilli, 255 pp.
- 1893 : Il brindisi di sangue, Naples, Salvati., 150, [2] pp.
- 1906 : La figlia del forzato : le ombre, Milan, Soc. Ed. La Milan.
- 1907 : I delitti di Naples (le ombre), Milan, Soc. Ed. La Milan.
- 1915 : La sonnambula di Montecorvino, Firenze, Salani.
- 1915 : La Medea di porta Medina (1882). Naples.

### Autres titres
- Giovanni d'Austria, Romanzo storico. Naples, F. Perrucchetti, 1871, 4 vol.
- Dolci sorprese, Novella. Naples, Lezzi, 18??, 128 pp.
- Adolphe Nourrit, Romanzo storico. Rome, Tombolini, 18??, 64 pp.
- Messalina
- Fior d'Arancio la cantatrice di Mergellina
- Caterina la pettinatrice di via Carbonara.
- Peccato originale.
- Il segreto di Olga.
- Vostra figlia è libera!.
- Un fatale errore!.
- Il diavolo zoppo.
- Amore e vendetta.
- Delitto impunito.
- I capricci di Angiolina.

### Théâtre
- post 1840 : Un'ora di separazione. Scherzo comico in un atto, s. l., s. t.
- 1846 : Le assicurazioni sulla vita umana, Commedia.
- circa 1851 : Il marito di tela. Commedia in un atto.
- 1876 : Nerone in Naples. Dramma storico in cinque atti e in versi, Naples, S. De Angelis.
- 1878 : Valentina. Dramma in un prologo e quattro atti, Naples, S. De Angelis.

### Poésie
- 1834 : In occasione della morte di Sergio Somarelli.
- 1836 : Un sospiro alla memoria di lei.
- 1839 : Il canto dell'ebreo.
- 1864 : Aspromonte, Sonetto.

### Autres écrits
- 1857; 1866. Una decina di contributi alle due raccolte degli Usi e costumi di Naples coordinate da Francesco de Bourcard, illustrate da Palizzi e altri.
- 1857 : I tredici, Novella.
- 1867 : Novelle Scene Racconti, Naples, G. Rondinella. 2 vol. * 1872 : L'eruzione vesuviana del 26 aprile 1872. Memorie storiche, Naples, G. Nobile.
- 1873 : La Mastrogiorgeide, Poema postumo. 2 ed. riveduta da Batistin Barbagalin. Messina, Tip. Operai, 44 pp.
- 1878 : Elogio funebre di Vittorio Emanuele II primo re d'Italia, Naples, Tip. R. albergo dei poveri, [...] pp.

### En collaboration
Théâtre
- 1841 (avec Francesco Rubino) : Vito Bergamaschi, Dramma in quattro parti.
- 1841 (avec Francesco Rubino) : Biancolelli, Dramma.
- 1841 (avec Giacomo Cordella) : Il non plus ultra, Farsa.

Narrations
- 1882 (avec Giacomo Marulli) : Giuditta Guastamacchia, Cronaca napolitana del secolo XIX accennata da Francesco Mastriani e raccontata da Giacomo Marulli. Naples, L. Chiurazzi, 2 vol.